# Sam Tickle
Samuel « Sam » Lloyd Tickle, né le 31 mars 2002 à Warrington, est un footballeur anglais qui évolue au poste de gardien de but à Wigan Athletic.

## Biographie

### Formation et débuts
Il rejoint Wigan Athletic à l'âge de dix ans. Le 5 octobre 2021, il joue son premier match en équipe première contre Crewe Alexandra, en EFL Trophy. Puis, le 19 mars 2022 il est prêté pour un mois à Nantwich Town, club anglais de septième division.

### En sélection
Il fait ses débuts en équipe d'Angleterre espoirs le 26 mars 2024 lors du match face à  Luxembourg (victoire 7-0).

## Palmarès

### Distinctions individuelles
- Membre de l'équipe-type de D3 anglaise en 2025 (EFL Awards)[4].